# Моноков
Даниил Андреевич Шедько (род. 21 июня 2003, Нижний Новгород, Россия), более известный как Моноков — русский интернет-активист.

## Биография
Даниил Шедько родился в Нижнем Новгороде 21 июня 2003 года. В возрасте шести лет отправился в Италию, поскольку его родители решили переехать в Сан-Джинезио. После того как закончил обучаться в общеобразовательном институте «Vincenzo Tortoreto», стал работать механиком. В 2022 году он начал публиковать свою деятельность в основных социальных сетях Facebook, Instagram и TikTok, одновременно культивируя страсть к велоспорту.
Начиная с 6 марта 2022 года, после вторжения России на Украину, Моноков решил путешествовать по Европе со своим велосипедом и попытаться бороться с русофобией, распространяя призыв к миру. Его миссия, также поддерживаемая польской актрисой Касей Смутняк, охватила и привлекла многочисленные европейские государства, такие как Словения, Хорватия, Венгрия, Словакия, Австрия, Чехия, Германия, Польша, Литва, Латвия и Эстония. Согласно российскому законодательству, Моноков больше не может вернуться в свою родную страну, так как ему грозит до 15 лет тюрьмы.
Миссия Монокова называется «Проект Навального» (итал. Progetto Navalny). Принимаемый и поддерживаемый населением, в котором он живёт, его сопровождает бело-сине-белый флаг, запрещённый в России, потому что является символом протестов против войны. Кроме того, он сопровождается лозунгами «НЕТ ВОЙНЕ», «РУССКИЕ — НЕ ПУТИН» и «НИКАКОЙ РУСОФОБИИ». В интервью многочисленным газетам и телеканалам Моноков признаётся, что во время своей поездки он часто сталкивался с русофобскими настроениями. Как он сам признаётся в социальной сети Instagram, во время своей миссии его дважды арестовывали.
Первоначальный план состоял в том, чтобы закончить путешествие, въехав в Россию и ускользнув от охраны. Затем его мнение изменилось после разговора с белорусскими беженцами, которые объяснили ему, что случилось с теми, кто был против политических идей правительства на территории России. Конечным пунктом назначения в настоящее время является просто добраться до границы с Россией.